# 比利亚托亚
比利亚托亚，是西班牙卡斯蒂利亚-拉曼恰自治区阿尔瓦塞特省的一个市镇。 总面积19km², 总人口181人（2001年），人口密度10人/km²。